# LDUUV
LDUUV — программа разработки подводного робота, предназначенного для длительного автономного патрулирования мирового океана. Бюджет программы — $15 млн, отбор заявок планируется произвести в декабре 2011 год. Создать прототип — к 2014 году.
Планируется, что подводный робот будет иметь автономность 70 суток, а также обладать способностью самостоятельно избегать препятствий (в том числе и различных типов рыболовных сетей) и выполнять миссии в сложных условиях оживленного судоходства.
С помощью программного обеспечения и датчиков робот должен будет обнаруживать другие движущиеся суда в радиусе 5,6 км (стоящие на якоре — в радиусе 3,7 км) с вероятностью ошибки 0,1 % и уметь их классифицировать.
Основной целью создания является изменение военного баланса за счет повышения уязвимости морской компоненты средств ядерного сдерживания.